# Tramvajová trať Rondo Giedroycia – Dworzec Niebuszewo
Tramvajová trať Rondo Giedroycia – Dworzec Niebuszewo je součástí sítě tramvajové dopravy ve Štětíně. Začíná na kruhovém objezdu Jerzego Giedroycia (bývalá křižovatka ulic Zygmunta Krasińskiego, Piotra Skargi, Stanisława Staszica a třídy Wyzwolenia) a vede po ulicích Kołłątaja, Asnyka, Orzeszkowej až do smyčky Dworzec Niebuszewo. Trať byla postavena v roce 1927 a modernizována v 70. letech 20. století. Od 9. ledna 2021 do 2. září 2023 trať opět procházela rekonstrukcí.

## Historie
Tramvajová trať byla vybudována za účelem spojení města a nově postaveného sídliště u nádraží Szczecin Niebuszewo. Trať byla uvedena do provozu 15. října 1927. Trať byla poškozena během druhé světové války. Do provozu byla znovu uvedena v roce 1948. V letech 1977–1978 byly opraveny kolejnice. Dne 11. prosince 2020 byla podepsána smlouva se společností ZUE S.A. na modernizaci tratí a zastávek mimo jiné v ulicích Orzeszkowej, Boguchwały, Asnyka a Kołłątaja. Dne 9. ledna 2021 na trati Rondo Giedroycia – Dworzec Niebuszewo byly zahájeny první stavební práce související s touto investicí. Kvůli pandemii covidu-19 a problémům s neinventarizovaným plynovodem z doby před druhou světovou válkou nebyla modernizace tramvajové trati dokončena včas. Termín uvedení tramvajové infrastruktury do provozu byl posunut na jaro 2022. Po zprovoznění ulic přiléhajících ke smyčce došlo k propadu dlažby v oblasti vozovky bezprostředně přiléhající k tramvajové trati. Příčinou byla špatná volba technologie výstavby vozovky, která nezohledňovala hmotnost tramvají a automobilů. V důsledku toho byl termín dokončení rekonstrukce opět posunut a začala výměna dlažby za beton. Dokončení oprav povrchu vozovky a zprovoznění celé smyčky (pro tramvaje a autobusy) se očekávalo do konce července 2023. Tramvaje linky 12 se nakonec vrátily na konečnou Dworzec  Niebuszewo až 2. září 2023.

## Trasa a zastávky
Trasa je téměř po celé své délce dvoukolejná. Na severním konci trať končí dvoukolejnou jednosměrnou smyčkou Dworzec Niebuszewo, která je nejstarší tramvajovou smyčkou ve Štětíně. Prostor všechny zastávek je uzpůsobeny pro společný provoz tramvají i autobusů. 

## Obratiště
Tramvajová smyčka Dworzec Niebuszewo se nachází v ulicích Asnyka, Orzeszkowej a Boguchwały. Zastávkové nástupiště v ulici Orzeszkowej slouží jak pro nástup, tak pro výstup cestujících.

## Doprava
V letech 1927–1945 na tuto trať zajížděla linka 6. Od 1948 sem jezdila denní linka 2 a v letech 1969–1996 také noční linka 2N. Od 10. října 1988 byla na Dworzec Niebuszewo odkloněna denní linka 12.
V letech 1993–1995 na smyčce Dworzec Niebuszewo končily linky 2, 2N, 3 a 12, v letech 1995–1996 linky 2, 2N a 12. Od 1. prosince 1996 zde společně končí denní linky 2 a 12.

## Galerie

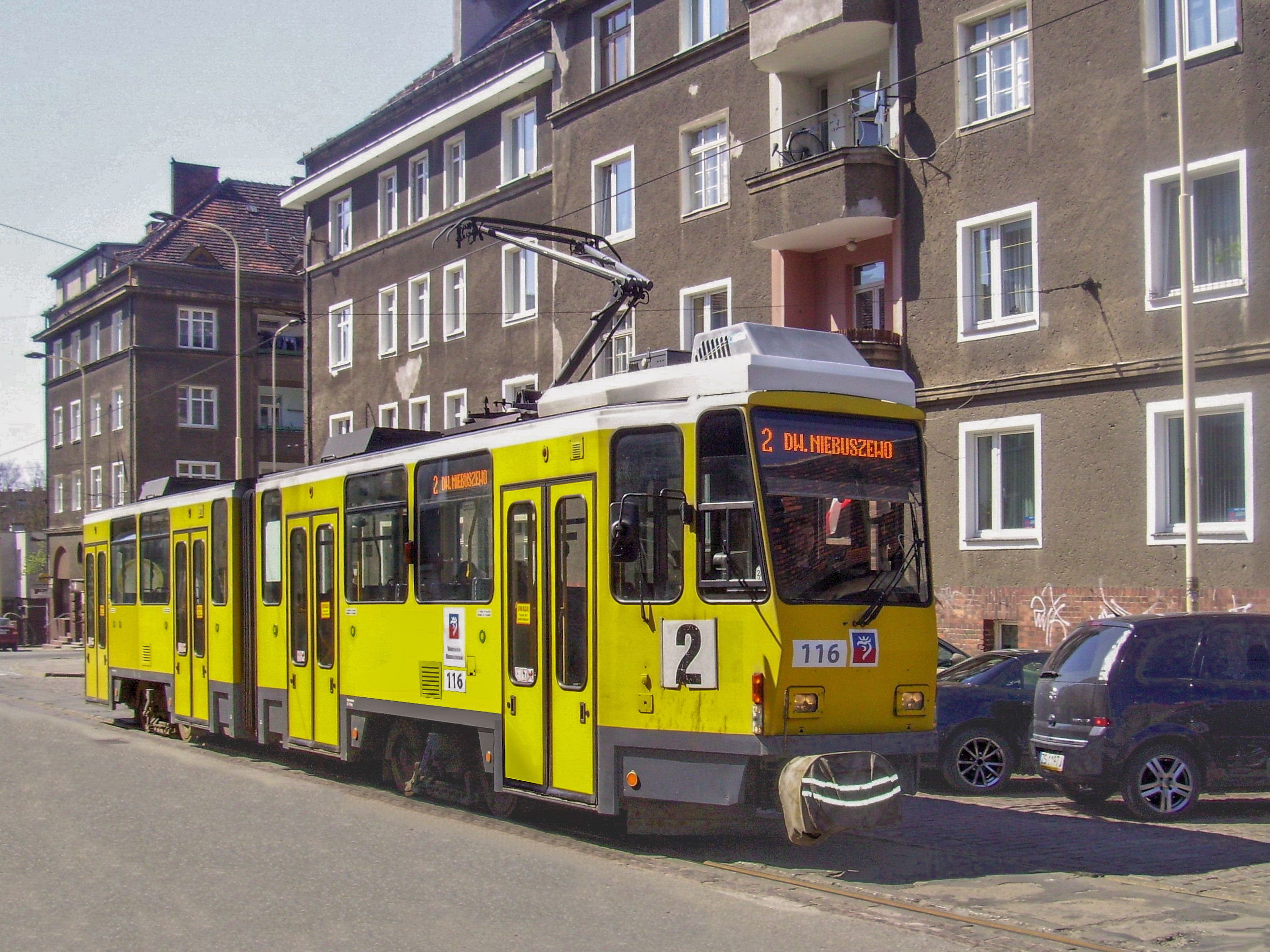
Tramvaj Tatra KT4DtM v ulici Asnyka, 2010
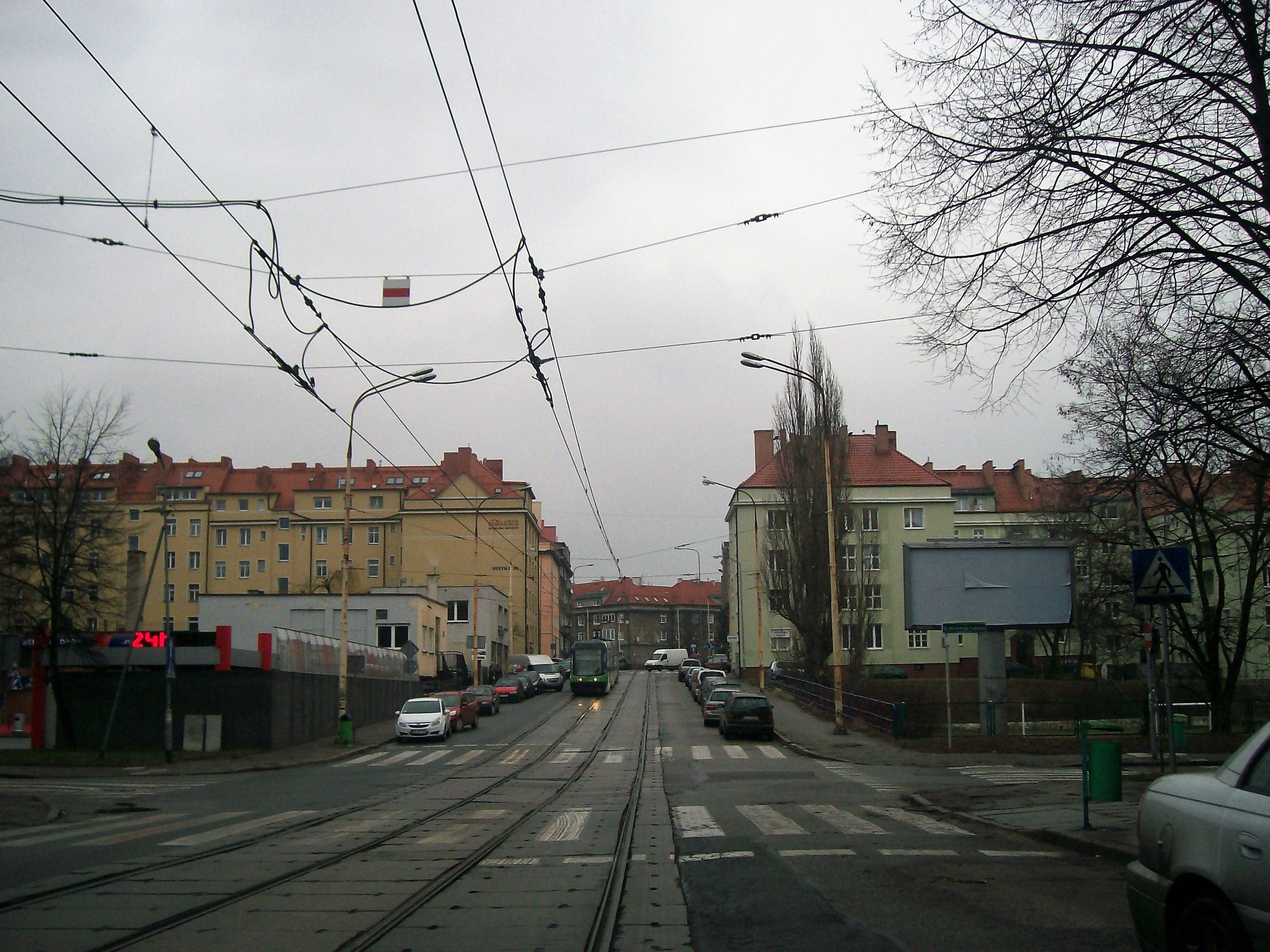
Trať v roce 2016, ulice Asnyka
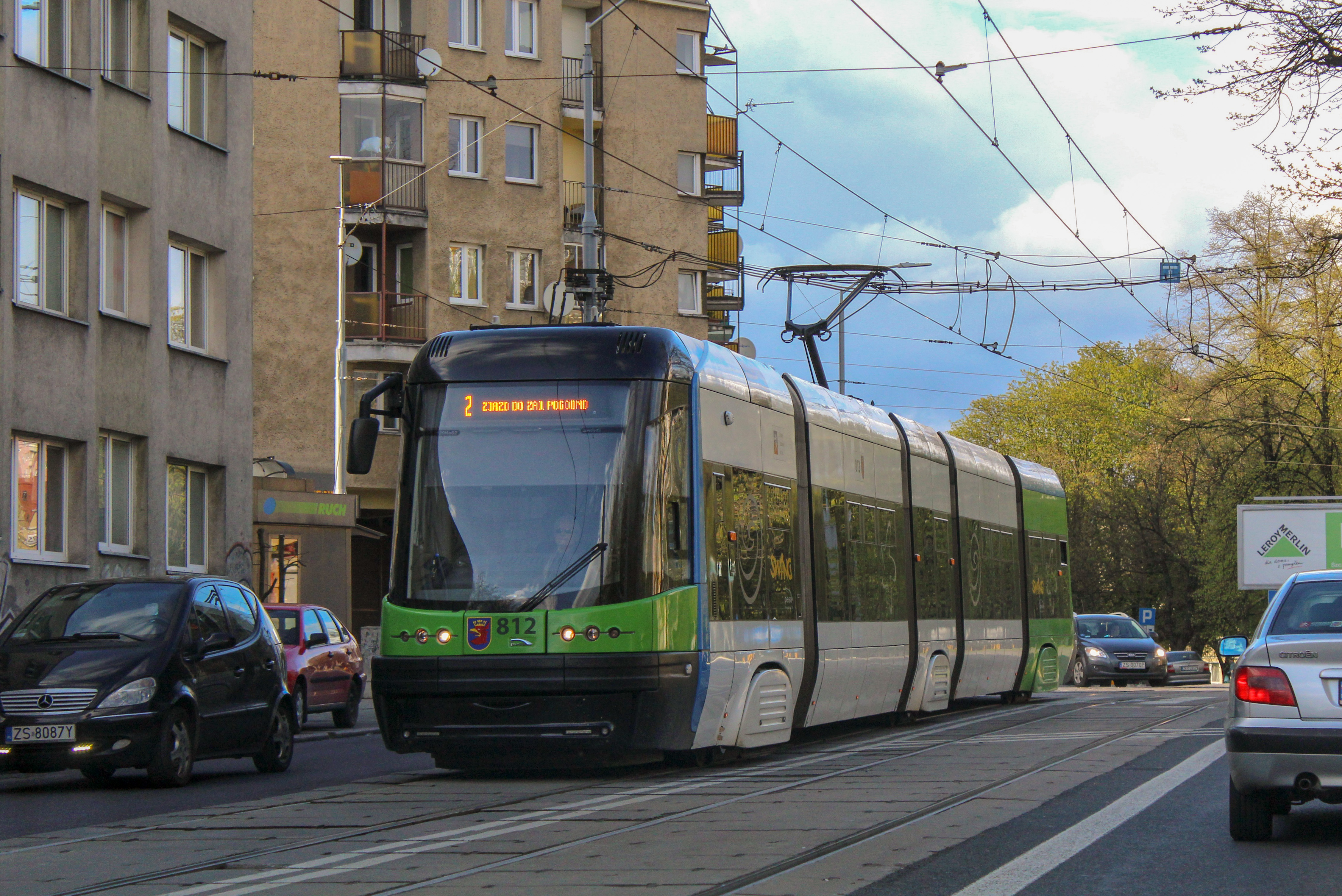
Trať v roce 2017, ulice Kołłątaja
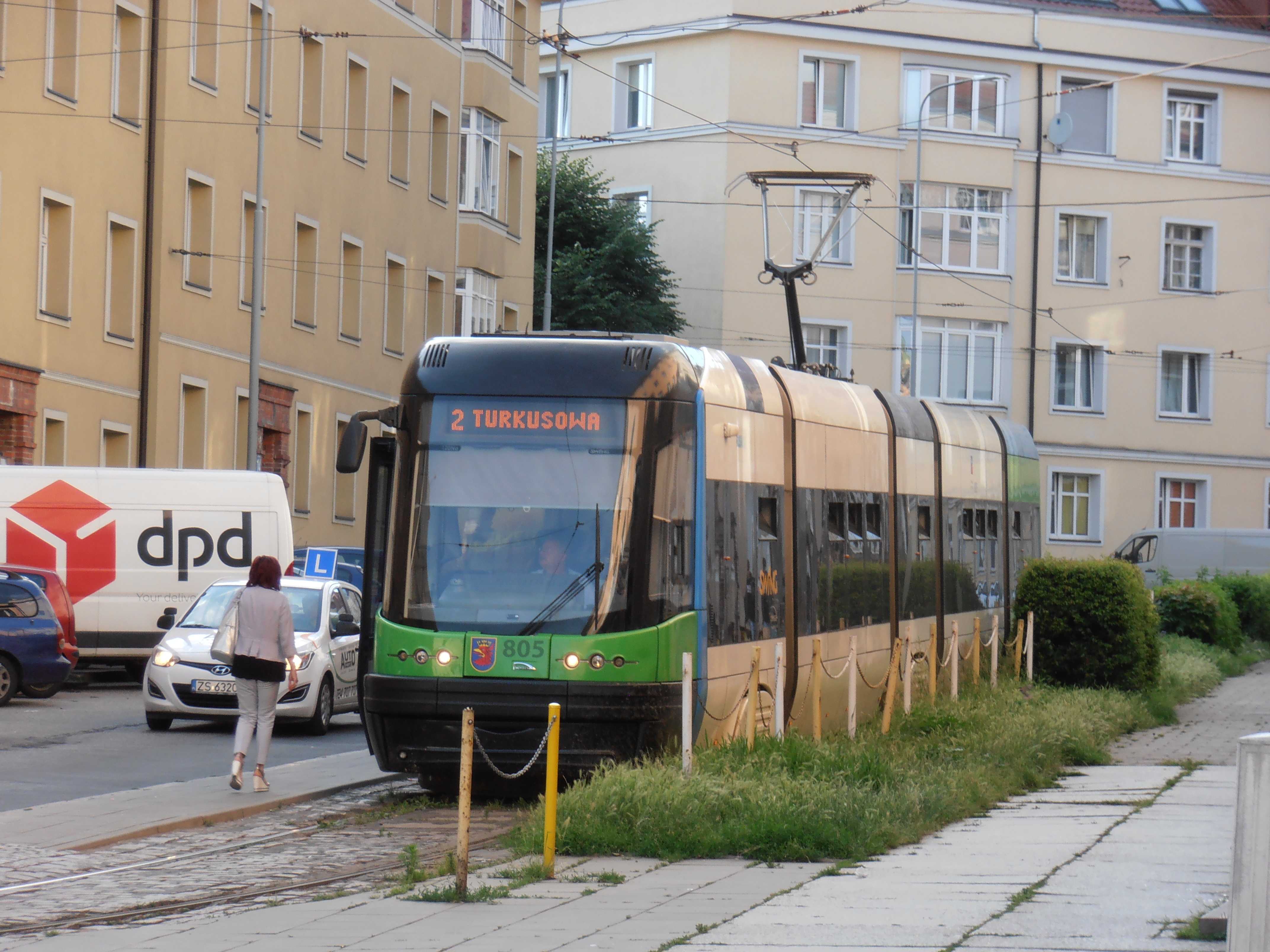
Zastávka Boguchwały v roce 2017
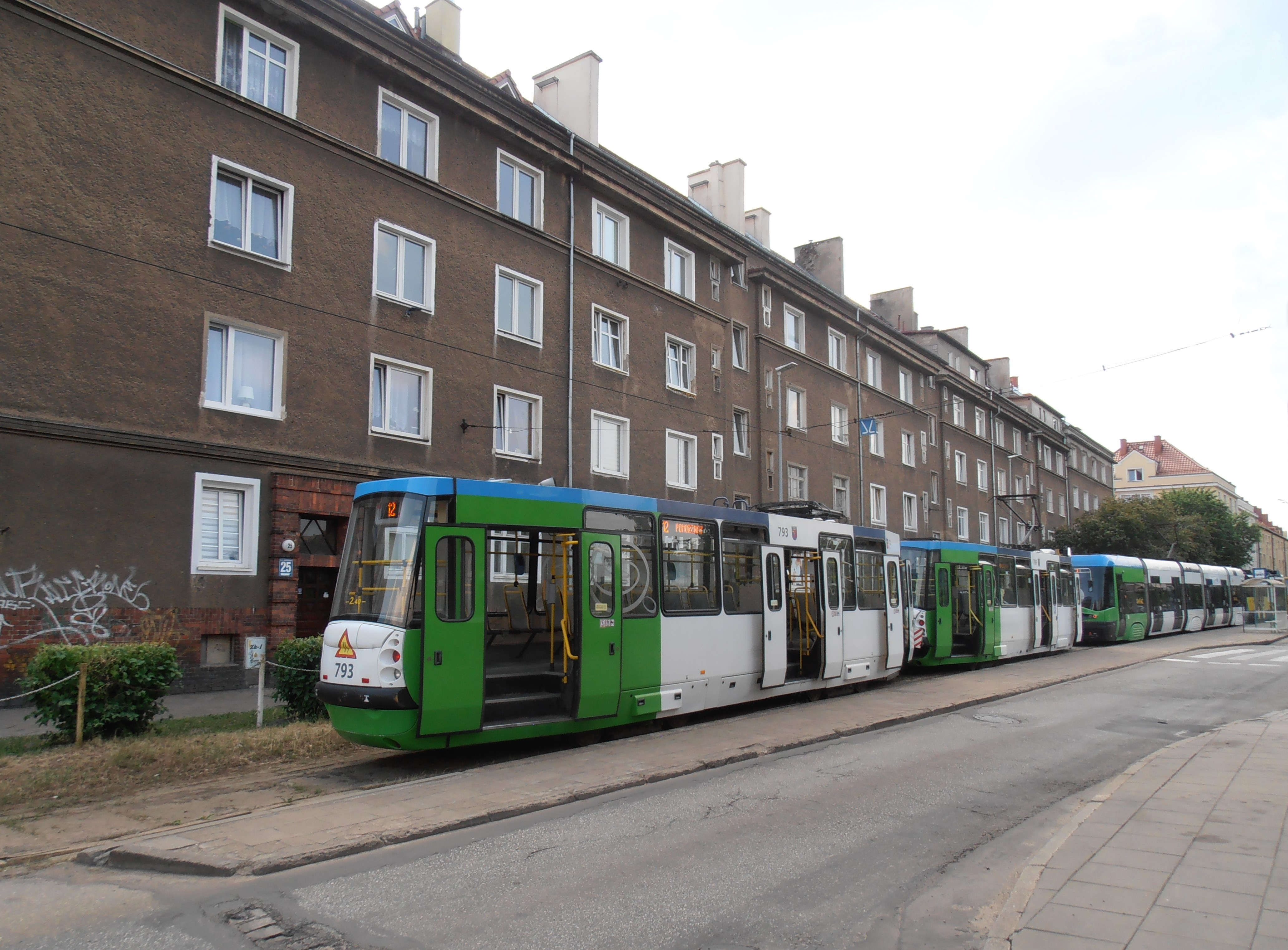
Tramvajová smyčka Dworzec Niebuszewo v roce 2018
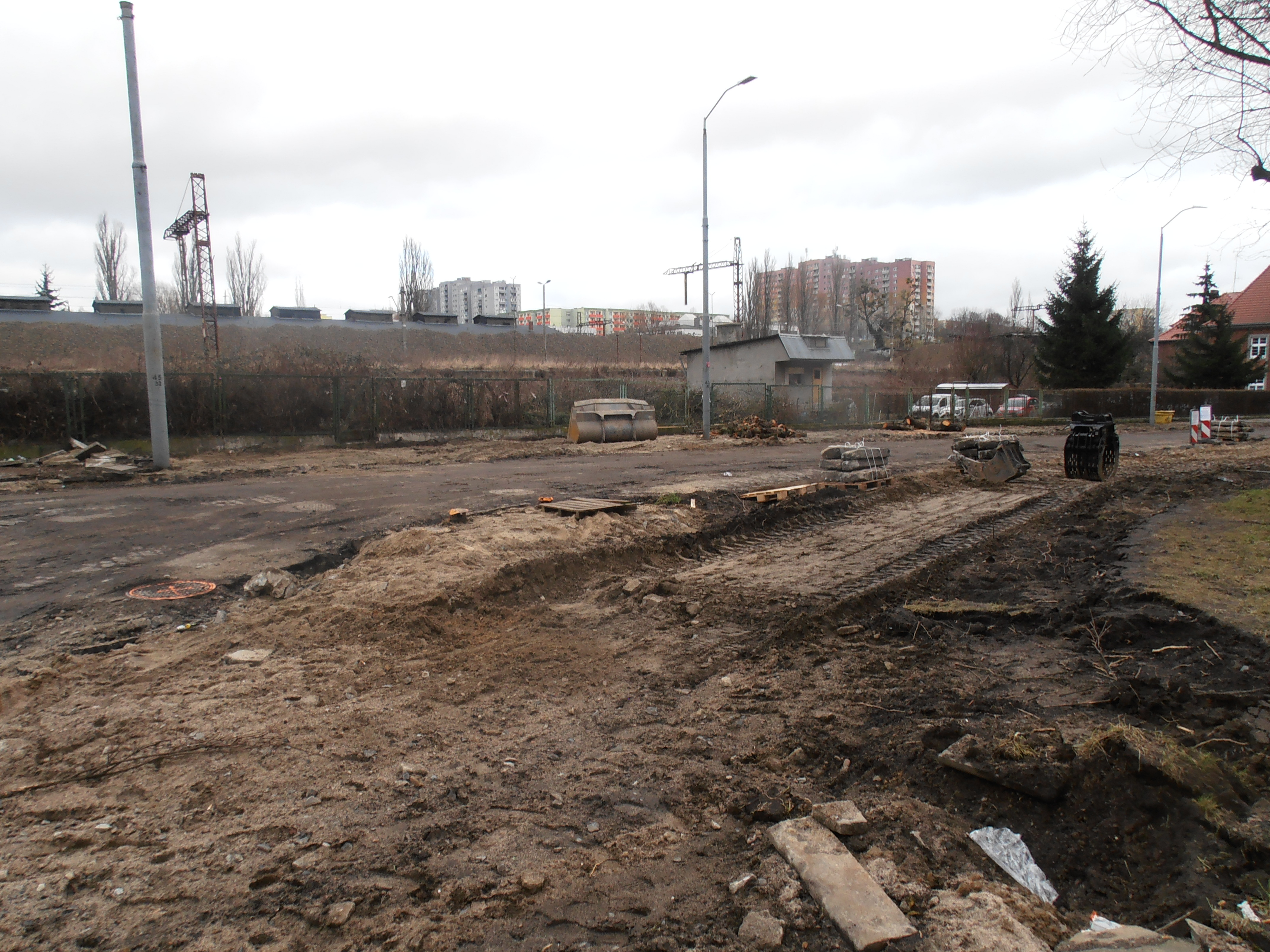
Rekonstrukce trati, únor 2021
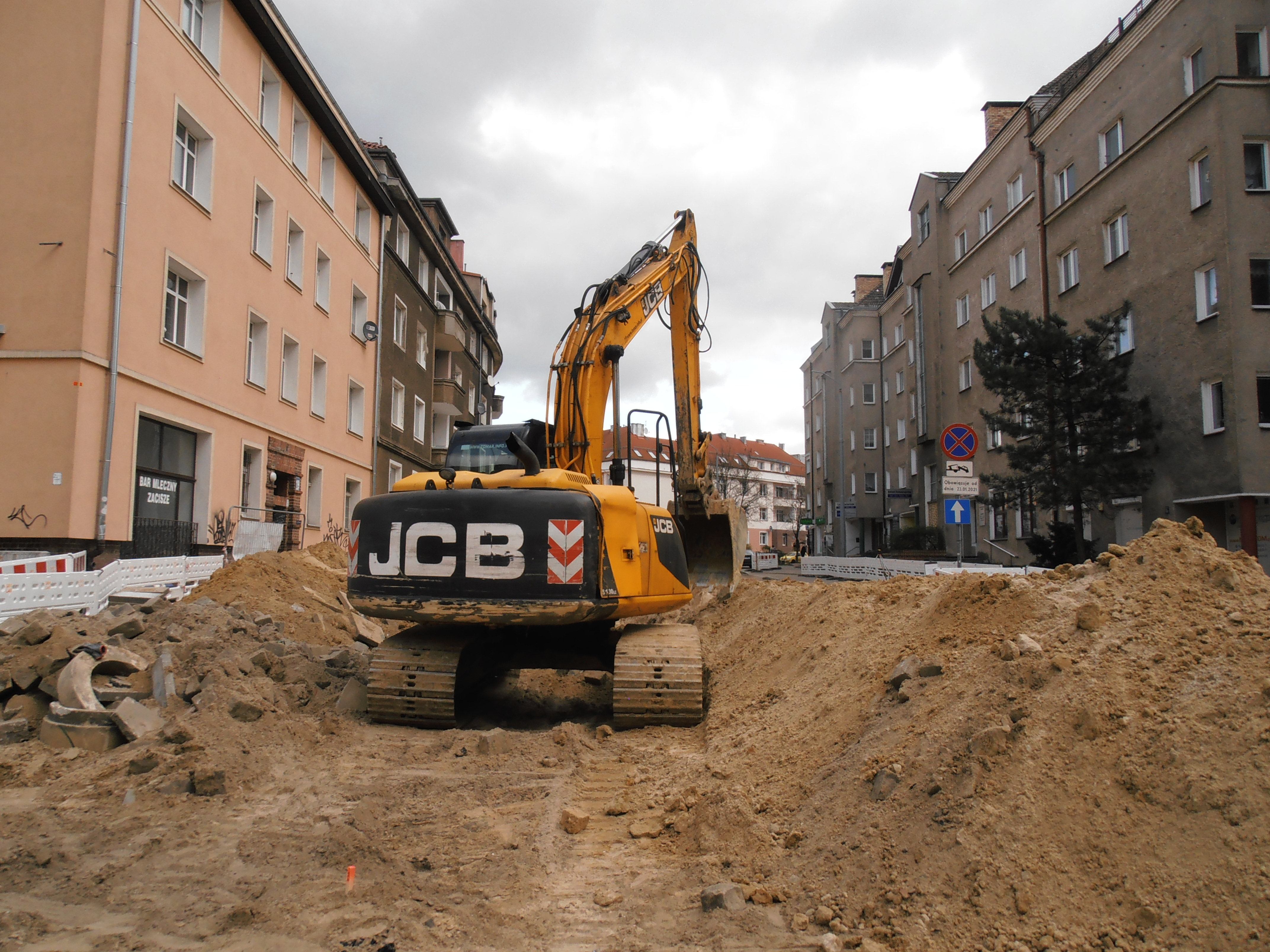
Rekonstrukce trati, duben 2021
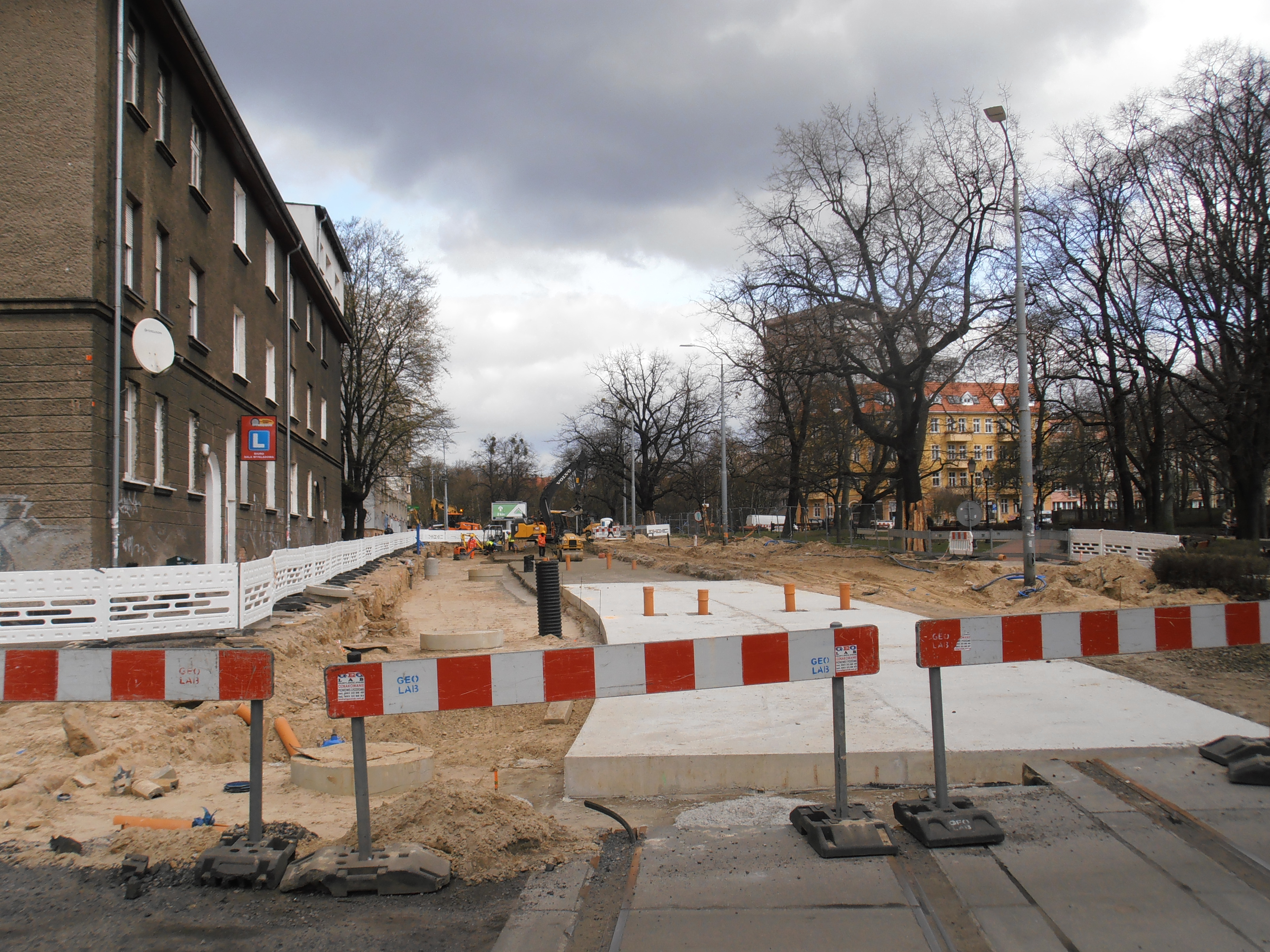
Rekonstrukce trati, duben 2021
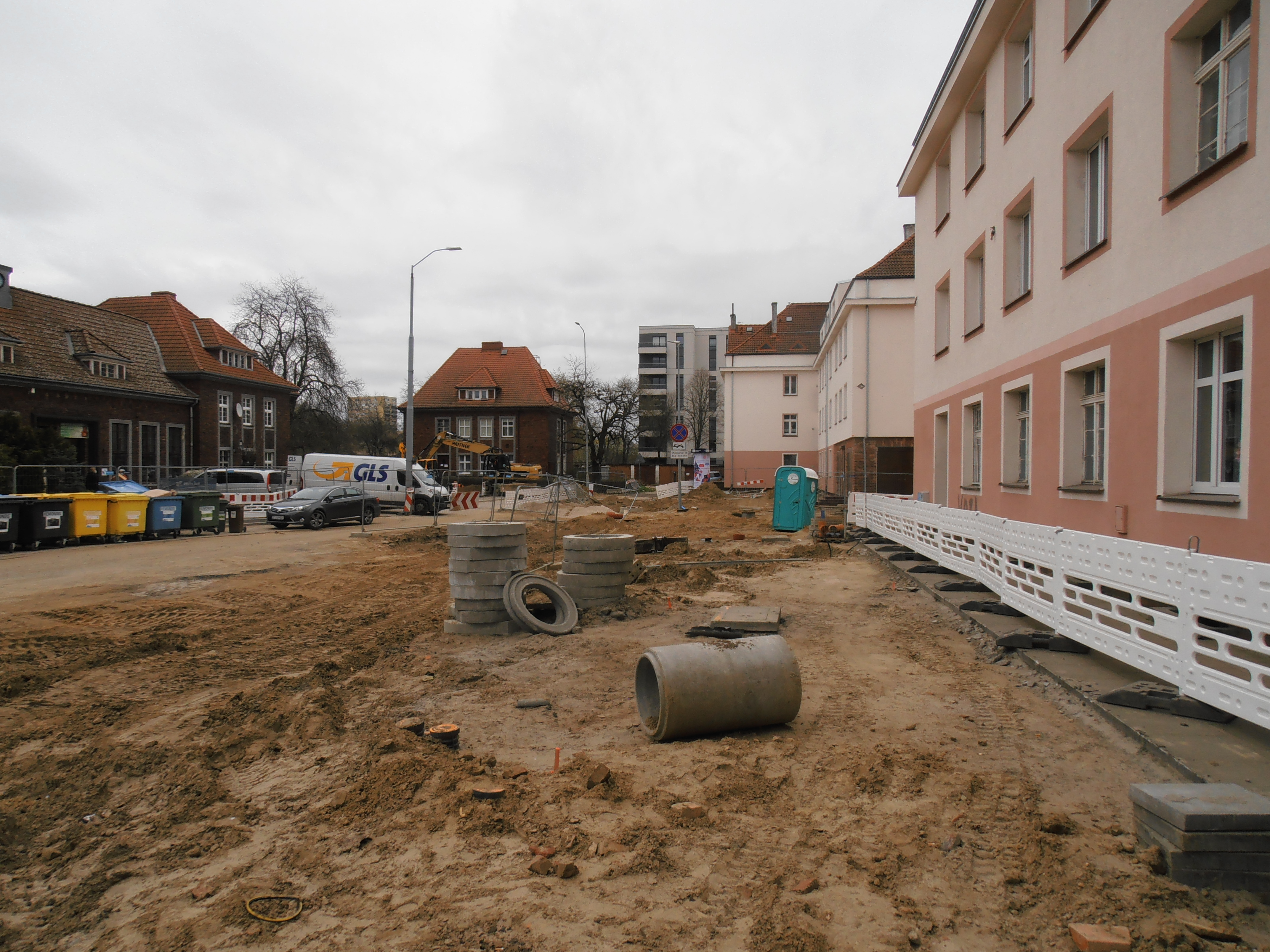
Rekonstrukce trati, duben 2021
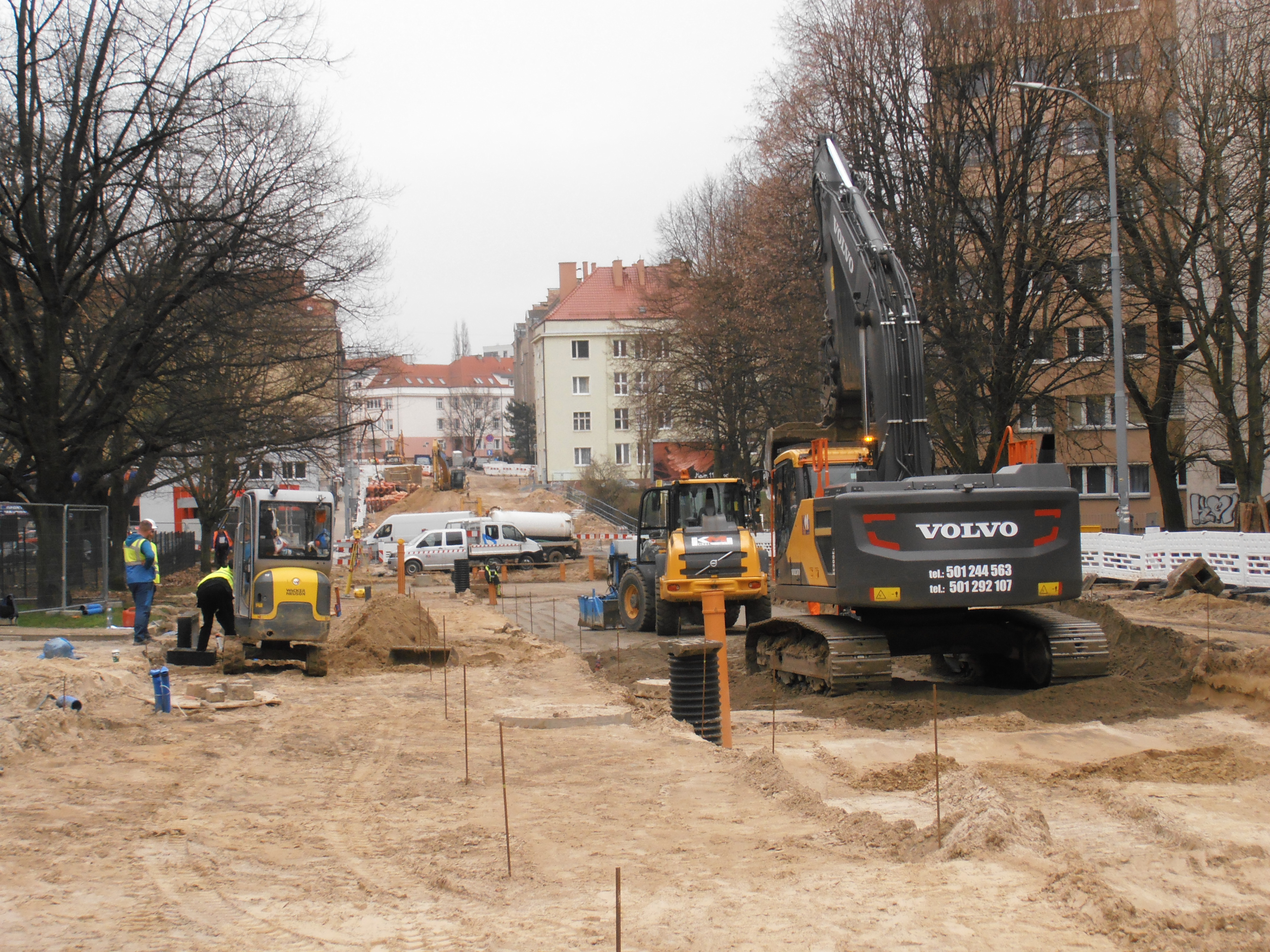
Rekonstrukce trati, duben 2021